# جوزيف إف. وينغيت
جوزيف إف. وينغيت هو سياسي أمريكي، ولد في 29 يونيو 1786، وتوفي في 26 أغسطس 1845. انتخب عضو مجلس نواب ماساتشوستس ‏ وانتخب عضو مجلس النواب الأمريكي ‏.